# Ca l'Artigues (Av. Onze de Setembre)
Ca l'Artigues és una obra d'Olot (Garrotxa) protegida com a bé cultural d'interès local.

## Descripció
Casal aïllat, de planta rectangular amb una planta baixa, dos pisos i golfes. Té una teulada rectangular a dues aigües vers les façanes laterals. La part posterior dona a la fàbrica Artigues. La façana és pràcticament simètrica. Els murs estan arrebossats, excepte a les parts inferiors, i els emmarcaments de portes i balcons, recoberts de pedra. Són destacables els forjats, amb delicades composicions a base de volutes, de les baranes dels balcons i les reixes que hi ha a les dues portalades i a la finestra de la planta baixa. A un angle hi ha una petita fornícula amb una imatge coberta per un petit teulat a dos vessants. És molt remarcable el gran penell i parallamps situat al carener de la teulada de gran qualitat: és de ferro forjat i representa un gran estendard decorat amb motius vegetals i volutes.

### Sant Maurici
Talla de fusta situada a un angle de la casa. El Sant és representat amb vestit curt i botes fins als genolls, a les mans porta els seus atributs, l'espasa i la palma del martiri. Està situat dins una fornícula de rajols amb teulat a dues aigües sostingut per bigues de fusta. L'estat general de conservació de la talla és molt deficient.

## Història
Durant la segona meitat del segle xix a Olot continuen les vicissituds bèl·liques i polítiques; malgrat tot, a la comarca es va generar un fort nucli industrial que portaran a un creixement de la vila i una notable activitat artística. Culturalment cal remarcar l'aparició de periòdics importants com "El Deber", "El faro de la montaña" o "La aurora olotense"; També aparegué l'Escola pictòrica d'Olot, que suposà l'entroncament de l'art català amb els corrents europeus. És el moment dels grans projectes de la Plaça Clarà i del Passeig de Barcelona. La vila s'amplia pels sectors de l'Horta del Carme i Sant Roc i s'edifica en els carrers de Sant Rafael, Mulleres, al Firal i a la Plaça Palau.